# Orthomorpha melischi
Orthomorpha melischi är en mångfotingart som beskrevs av Sergei I. Golovatch 1997. Orthomorpha melischi ingår i släktet Orthomorpha och familjen orangeridubbelfotingar. Inga underarter finns listade i Catalogue of Life.